# Lepidotes
Lepidotes är ett utdött släkte av strålfeniga fiskar som levde under juraperioden. Fossil har hittats i Frankrike, England och Tyskland.

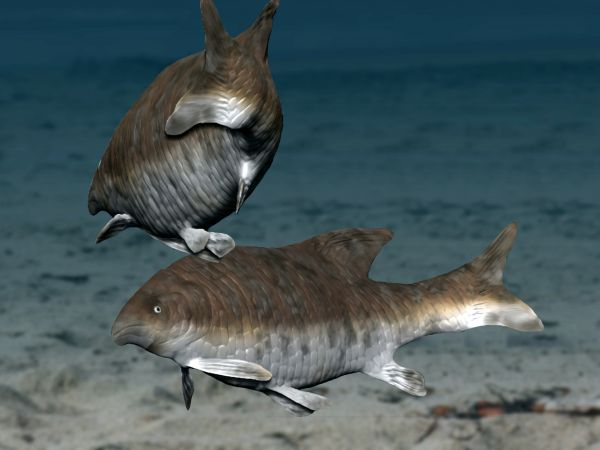
Rekonstruktion av Lepidotes.

Den levde trolingen i sötvatten och grunda hav, storleken var typisk för detta liv, runt 30 cm. Kroppen var täckt med tjocka, emaljerade fjällplattor. Plugg-liknande tänder gjorde det möjligt för  Lepidotes att krossa skalen på sina blötdjursbyten. 
Lepidotes var en av de tidigaste fiskarna som hade ett övre käkben som inte satt ihop med okbenet. Detta gjorde det möjligt för käkarna att öppnas till ett 'rör' så att fisken kunde suga in byten från ett längre avstånd. Denna teknik använder moderna fiskar även idag, tex. Karpen.